# ناومن
ناومن (انگلیسی: Navman) شرکت الکترونیک بریتانیایی است، که در سال ۱۹۸۶ تأسیس شد.